# Michel Fabre (rugby à XV)
Pour les articles homonymes, voir Michel Fabre et Fabre.
Pas d'image ? Cliquez ici

a Compétitions nationales et continentales officielles uniquement.

b Matchs officiels uniquement.
Michel Fabre, né le 11 septembre 1956 à Pézenas (Hérault), est un joueur international français de rugby à XV ayant occupé le poste d'ailier au Stade piscénois et à l'AS Béziers.
Avec l'AS Béziers, il est six fois champion de France.

## Biographie
Michel Fabre joue d'abord avec le club de Pézenas, sa ville natale, avant de rejoindre l'AS Béziers.
Le 16 décembre 1979, lors d'une victoire 100 à 0 de l'AS Béziers, il inscrit 11 essais, soit un total de 44 points, en Championnat de France face au Stade montchaninois. Il bat à cette occasion le record d'essais et de points inscrits en un match dans la compétition, record détenu jusque-là par Jean-Pierre Puidebois et ses huit essais et 42 points. Cette saison-là, il termine meilleur marqueur du Championnat de France avec 26 essais inscrits.
Il connaît sa première sélection en équipe de France le 5 juillet 1981 contre les Wallabies.
Michel Fabre est aussi le meilleur marqueur d'essais de l'histoire de l'AS Béziers avec 48 réalisations en Championnat de France.[réf. nécessaire]
Après sa carrière de joueur, Michel Fabre est propriétaire d'un bar à Valras-Plage.

## Statistiques en équipe nationale
- 6 sélections en équipe de France.
- 4 points (1 essai).
- Sélections par année : 4 en 1981, 2 en 1982.
- Tournée disputée : 1981 (Australie).

## Palmarès

### En club
- Vainqueur du Challenge Yves du Manoir en 1977 avec l'AS Béziers.
- Vainqueur du Championnat de France en 1977, 1978, 1980, 1981, 1983 et 1984 avec l'AS Béziers.
- Finaliste du Challenge Yves du Manoir en 1978, 1980 et 1981 avec l'AS Béziers.
- Vainqueur de la Coupe de France en 1986 avec l'AS Béziers.

### Distinctions personnelles
- Record d'essais inscrits dans un match du Championnat de France (11 essais).
- Record de points inscrits dans un match du Championnat de France (44 points).
- Meilleur marqueur du Championnat de France en 1980 (26 essais).